# Podlipa, Krško
Podlipa je naselje v Občini Krško.